# Liste des sites classés et inscrits de Meurthe-et-Moselle

Le département de Meurthe-et-Moselle en rouge sur la carte

La liste des sites classés et inscris de Meurthe-et-Moselle présente les 17 sites naturels classés et les 20 sites inscrits localisés dans le département de Meurthe-et-Moselle.

## Critères
Les critères sur lesquels les sites ont été sélectionnés (repris en colonne 5) sont désignés par des lettres, comme suit :
- TC : Tout critère
- A : Artistique
- P : Pittoresque
- S : Scientifique
- H : Historique
- L : Légendaire

## Liste des sites naturels classés
| Site naturel | Date de protection | Description                                                                                 | Commune                                                               | Critère | Sites associés                                                                             | Superficie (hectares) | Photo | Référence DREAL |
| ------------ | ------------------ | ------------------------------------------------------------------------------------------- | --------------------------------------------------------------------- | ------- | ------------------------------------------------------------------------------------------ | --------------------- | ----- | --------------- |
| Classé       | 1932               | Château de Bainville-aux-Miroirs                                                            | Bainville-aux-Miroirs                                                 | TC      | Château de Bainville-aux-Miroirs Vallée de la Moselle                                      | 0,6                   |       | SC54042A        |
| Classé       | 1939               | La Pelouse                                                                                  | Bouxières-aux-Dames                                                   | TC      | Vestiges de l'abbaye de Bouxières                                                          | 3,6                   |       | SC54090A        |
| Classé       | 1955               | Château du Bas et la partie de son parc appartenant à la commune                            | Champigneulles                                                        | P       | Château-Bas de Champigneulles                                                              | 12                    |       | SC54115A        |
| Classé       | 1933               | Tilleul centenaire, parcelle n° 132, section C du cadastre (abattu)                         | Charency-Vezin                                                        | TC      | Collines et vallées du Pays-Haut                                                           | ponctuel              |       | SC54118A        |
| Classé       | 1936               | Marronnier de Sully, sur le terre-plein en face de l’entrée de l’église (abattu - maladie). | Chaudeney-sur-Moselle                                                 | TC      | Boucles de la Moselle                                                                      | ponctuel              |       | SC54122A        |
| Classé       | 1997               | Site formé par le château de Fléville, son parc et le vallon Nord                           | Fléville-devant-Nancy                                                 | HP      | château de Fléville Plateau de Haye & Vermois                                              | 293                   |       | SC54197A        |
| Classé       | 1999               | Parc du château de Gerbéviller et ses perspectives sur la vallée de la Mortagne             | Gerbéviller                                                           | AHP     | château de Gerbéviller Vermois & Lunévillois                                               |                       | 493   | SC54222A        |
| Classé       | 1958               | Parc de Montaigu                                                                            | Laneuveville-devant-Nancy                                             | P       | Château de Montaigu (Meurthe-et-Moselle)                                                   | 14                    |       | SC54300A        |
| Classé       | 1938               | Vallée de l’Esch (partie classée)                                                           | Martincourt                                                           | TC      | Paysage dit "petite Suisse Lorraine" Site Natura 2000 du Parc naturel régional de Lorraine | 264                   |       | SC54355A        |
| Classé       | 1907               | Camp romain de César ou Camp d'Affrique                                                     | Messein                                                               | A       | Cité préhistorique du Camp d'Affrique Plateau de Haye & Boucles de la Moselle              | 16                    |       | SC54366A        |
| Classé       | 1926               | Vieux tilleul à gauche de la porte d’entrée du cimetière                                    | Mont-Saint-Martin                                                     | A       | Collines du Pays-Haut                                                                      | ponctuel              |       | SC54382A        |
| Classé       | 1932               | Ruines de l’ancien Château féodal de "Qui Qu’en Grogne"                                     | Moyen                                                                 | TC      | Château de Moyen Vermois & Lunévillois                                                     | 2                     |       | SC54393A        |
| Classé       | 1935               | Bastion de Vaudémont                                                                        | Nancy                                                                 | TC      | Musée des beaux-arts de Nancy Fortifications Renaissance de Nancy                          | 0.6                   |       | SC54395A        |
| Classé       | 1936               | Terrains communaux de la montagne de Sion-Vaudémont                                         | Vaudémont                                                             | A       | Grand paysage du Saintois et de la colline de Sion-Vaudémont Sites Natura 2000             | 130                   |       | SC54552A        |
| Classé       | 1990               | Ensemble formé par le château d’Haroué, son parc et la vallée du Madon                      | Vaudeville Haroué                                                     | HP      | Château d'Haroué Saintois & Vermois                                                        | 850                   |       | SC54553A        |
| Classé       | 2008               | Bois Le Prêtre                                                                              | Fey-en-Haye, Montauville, Norroy-lès-Pont-à-Mousson et Pont-à-Mousson | H       | Combats du Bois-le-Prêtre Côtes de Moselle                                                 | ~1300                 |       | SC54375A        |
| Classé       | 2013               | Arboretum de l'Abiétinée et le parc de la Cure d'air Trianon                                | Malzéville                                                            | AH      | École de Nancy Grand Couronné.                                                             | 4                     | [ 2 ] | SC54375A        |

## Liste des sites inscrits
| Site naturel | Date de protection | Description                                                                                 | Commune             | Critère | Sites associés                                                 | Superficie (hectares) | Photo | Référence DREAL |
| ------------ | ------------------ | ------------------------------------------------------------------------------------------- | ------------------- | ------- | -------------------------------------------------------------- | --------------------- | ----- | --------------- |
| Inscrit      | 1967               | Ensemble formé par la vallée de la Moselle et la partie Ouest de la ville                   | Liverdun            |         | Boucles de la Moselle et Cité médiévale de Liverdun            | 434                   |       | SI54318A        |
| Inscrit      | 1953               | Place du Colonel Darche comprenant l’Hôtel de ville, l’église et le puits couvert           | Longwy              |         | Citadelle de Longwy Collines et vallées du Pays-Haut           | 2,6                   |       | SI54323A        |
| Inscrit      | 1975               | Quartier Saint-Jacques                                                                      | Lunéville           |         | Église Saint-Jacques de Lunéville (ancienne Abbaye saint-Rémy) | 17                    |       | SI54329A        |
| Inscrit      | 1947               | Carrefour des rues de la Source, de la Charité et du Cheval Blanc (Quartier de la Charité). | Nancy               |         | Histoire et urbanisation de Nancy                              | 0,17                  |       | SI54395B        |
| Inscrit      | 1947               | Cours Léopold                                                                               | Nancy               |         | Histoire et urbanisation de Nancy                              | 5                     |       | SI54395C        |
| Inscrit      | 1947               | Grande Rue                                                                                  | Nancy               |         | Ville-Vieille de Nancy                                         | 0,6                   |       | SI54395D        |
| Inscrit      | 1947               | Parc de la Pépinière                                                                        | Nancy               |         | Histoire et urbanisation de Nancy                              | 22                    |       | SI54395E        |
| Inscrit      | 1976               | Parc de Saurupt                                                                             | Nancy               |         | Villas classées École de Nancy                                 | 3,8                   |       | SI54395F        |
| Inscrit      | 1947               | Parc Olry et ses dépendances                                                                | Nancy               |         | Histoire et urbanisation de Nancy                              | 4,5                   |       | SI54395G        |
| Inscrit      | 1947               | Parc Sainte-Marie                                                                           | Nancy               |         | Histoire et urbanisation de Nancy                              | 8,3                   |       | SI54395H        |
| Inscrit      | 1947               | Place Carnot                                                                                | Nancy               |         | Histoire et urbanisation de Nancy                              | 2,2                   |       | SI54395I        |
| Inscrit      | 1947               | Place d’Alliance, la rue d’Alliance et la rue Girardet (une partie)                         | Nancy               |         | Histoire et urbanisation de Nancy Place Stanislas              | 1,7                   |       | SI54395J        |
| Inscrit      | 1947               | Place du Colonel-Fabien et la rue des Dames (Quartier de la Charité)                        | Nancy               |         | Histoire et urbanisation de Nancy                              | 0,56                  |       | SI54395K        |
| Inscrit      | 1947               | Place Joseph Malval (Quartier de la Charité)                                                | Nancy               |         | Histoire et urbanisation de Nancy                              | 0,2                   |       | SI54395L        |
| Inscrit      | 1972               | Quartier Saint-Epvre                                                                        | Nancy               |         | Histoire et urbanisation de Nancy Vieille-Ville de Nancy       | 22                    |       | SI54395M        |
| Inscrit      | 1938               | Place Duroc                                                                                 | Pont-à-Mousson      |         | Arcades et Maisons classées, Hôtel de ville de Pont-à-Mousson  | 1,5                   |       | SI54431A        |
| Inscrit      | 1970               | Château de Saulxures-lès-Nancy et son parc                                                  | Saulxures-lès-Nancy |         | Château de Saulxures-lès-Nancy                                 |                       |       | SI54495A        |
| Inscrit      | 1983               | Totalité du territoire communal de Vandeléville                                             | Vandeléville        |         | Grand Paysage du Saintois Site Natura 2000                     | 998                   |       | SI54545A        |
| Inscrit      | 1996               | Vallon de la Roanne et chevalements de puits de sel                                         | Varangéville        |         | Roanne (affluent de la Meurthe) Vermois & Pays du Sel          | 645                   |       | SI54549A        |
| Inscrit      | 1973               | Ensemble fortifié de Villey-le-sec                                                          | Villey-le-Sec       |         | Place forte de Toul Boucles de la Moselle & Plateau de Haye    | 21                    |       | SI54583A        |